# Spelaeornis reptatus
La ratina ventrigrís (Spelaeornis reptatus) es una especie de ave paseriforme de la familia Timaliidae endémica de las montañas del norte del sudeste asiático. Anteriormente se consideraba una subespecie de la ratina chocolate.

## Distribución y hábitat
Se encuentra únicamente en las montañas que se extienden al sureste del Himalaya, distribuida por el suroeste de China (Yunnan), noreste de la India (Arunachal Pradesh), Birmania y norte de Tailandia. Su hábitat natural son los bosques húmedos de montaña subtropicales.